# الهجري (المضاربة والعارة)

تعديل مصدري - تعديل

الهجري هي إحدى قرى عزلة المضاربة بمديرية المضاربة والعارة التابعة لمحافظة لحج، بلغ تعداد سكانها 83 نسمة حسب تعداد اليمن لعام 2004.